# Septoria cercidis
Septoria cercidis är en svampart som beskrevs av Fr. 1848. Septoria cercidis ingår i släktet Septoria och familjen Mycosphaerellaceae.   Inga underarter finns listade i Catalogue of Life.